# Bathyphlebia johnsoni
Bathyphlebia johnsoni is een vlinder uit de familie nachtpauwogen (Saturniidae), onderfamilie Ceratocampinae.
De wetenschappelijke naam van de soort is voor het eerst geldig gepubliceerd door Oiticica & Michener in 1950.